# Бисер (Болгария)
Бисер (болг. Бисер) — село в Болгарии. Находится в Хасковской области, входит в общину Харманли. Население составляет 807 человек.

## Политическая ситуация
В местном кметстве Бисер, в состав которого входит Бисер, должность кмета (старосты) исполняет Павел Костадинов Павлов (Болгарский земледельческий народный союз (БЗНС)) по результатам выборов.
Кмет (мэр) общины Харманли — Михаил Христов Лисков (коалиция трёх партий: Болгарская социалистическая партия, Болгарская социал-демократия, политический клуб «Фракия») по результатам выборов.